# 名古屋工業大學
名古屋工業大學（日语：／ Nagoya Kōgyō Daigaku *），是一所位於日本愛知縣名古屋市昭和區的國立大學。1949年創校，簡稱名工大、Nitech。

## 概要
上海交大世界大學學術排名（ARWU）：日本第37名

### 校區
- 御器所校區 （愛知縣名古屋市昭和区御器所町），毗鄰名古屋大學鶴舞校區
- 多治見校區 (岐阜縣多治見市)

### 學院
- 工學部
  - 生命、應用化学科
  - 物理工学科
  - 電氣、機械工学科
  - 情報工学科
  - 社会工学科
  - 創造工学教育課程[3]
- 第二部

## 知名校友
- 春田正毅 - 諾貝爾化學獎候選人，首都大學東京教授
- 鬼頭莫宏 - 漫畫家
- 松井信行（日语：松井信行 (工学者)） - 前名古屋工業大學校長
- 田野瀬良太郎（日语：田野瀬良太郎） - 日本眾議院議員
- 伴野豐（日语：伴野豊） - 日本外務省副大臣，眾議院議員
- 篠田陽介（日语：篠田陽介） - 日本眾議院議員
- 藤井浩人（日语：藤井浩人） - 日本美濃加茂市市長

## 知名教授
- 細野秀雄 - 諾貝爾物理學獎候選人

## 相关條目
- 日本大学列表

## 外部連結
- 国立大学法人名古屋工業大学 （页面存档备份，存于）（日語）